# L'incrociatore Dresda
L'incrociatore Dresda (Ein Robinson) è un film del 1940 diretto da Arnold Fanck.